# Test istotności
Test istotności – rodzaj testu, w którym na podstawie wyników próby losowej podejmuje się wyłącznie decyzję odrzucenia hipotezy, którą się sprawdza, bądź stwierdza się brak podstaw do odrzucenia tej hipotezy.
W teście istotności nie podejmuje się decyzji o przyjęciu sprawdzanej hipotezy, ponieważ bierze się w tym teście pod uwagę tylko błąd pierwszego rodzaju, a jego prawdopodobieństwo to poziom istotności, nie uwzględnia się natomiast konsekwencji popełnienia błędu drugiego rodzaju.
Testy istotności powstają w taki sposób, że w zależności od hipotezy zerowej buduje się pewną statystykę {\displaystyle Z} z wyników n-elementowej próby i wyznacza się rozkład zbudowanej statystyki, zakładając, że hipoteza zerowa jest prawdziwa. W powyższym rozkładzie wybiera się obszar {\displaystyle Q} wartości statystyki {\displaystyle Z,} aby spełniona była następująca równość
{\displaystyle P\{Z\in Q\}=\alpha ,}
gdzie:
{\displaystyle \alpha } – ustalone z góry, dowolnie małe prawdopodobieństwo;
{\displaystyle Q} – obszar krytyczny testu.
Jeżeli wartość statystyki {\displaystyle Z} z próby znajdzie się w obszarze krytycznym {\displaystyle Q,} to podejmowana jest decyzja odrzucenia hipotezy zerowej na rzecz hipotezy alternatywnej.
Jeżeli wartość statystyki {\displaystyle Z} z próby nie znajdzie się w obszarze krytycznym {\displaystyle Q,} to nie ma podstaw do odrzucenia hipotezy zerowej (nie jest to równoznaczne z przyjęciem hipotezy zerowej).
W każdym teście istotności możemy się pomylić i odrzucić hipotezę, która była prawdziwa (błąd pierwszego rodzaju), ale prawdopodobieństwo takiej pomyłki jest bardzo małe, równe obranemu {\displaystyle \alpha .}

## Rodzaje testów istotności
- test istotności dla wartości średniej populacji
- test istotności dla dwóch średnich
- test istotności dla wskaźnika struktury
- test istotności dla dwóch wskaźników struktury
- test istotności dla wariancji populacji generalnej
- test istotności dla dwóch wariancji